# USCGC Midgett (WMSL-757)
USCGC Midgett (WMSL-757) — восьмий куттер типу «Ледженд» берегової охорони США. Призначений для забезпечення національної безпеки, охорони територіальних вод, захисту рибальських промислів і навколишнього середовища, проведення пошуково-рятувальних операцій, надання допомоги потерпілим.

## Будівництво

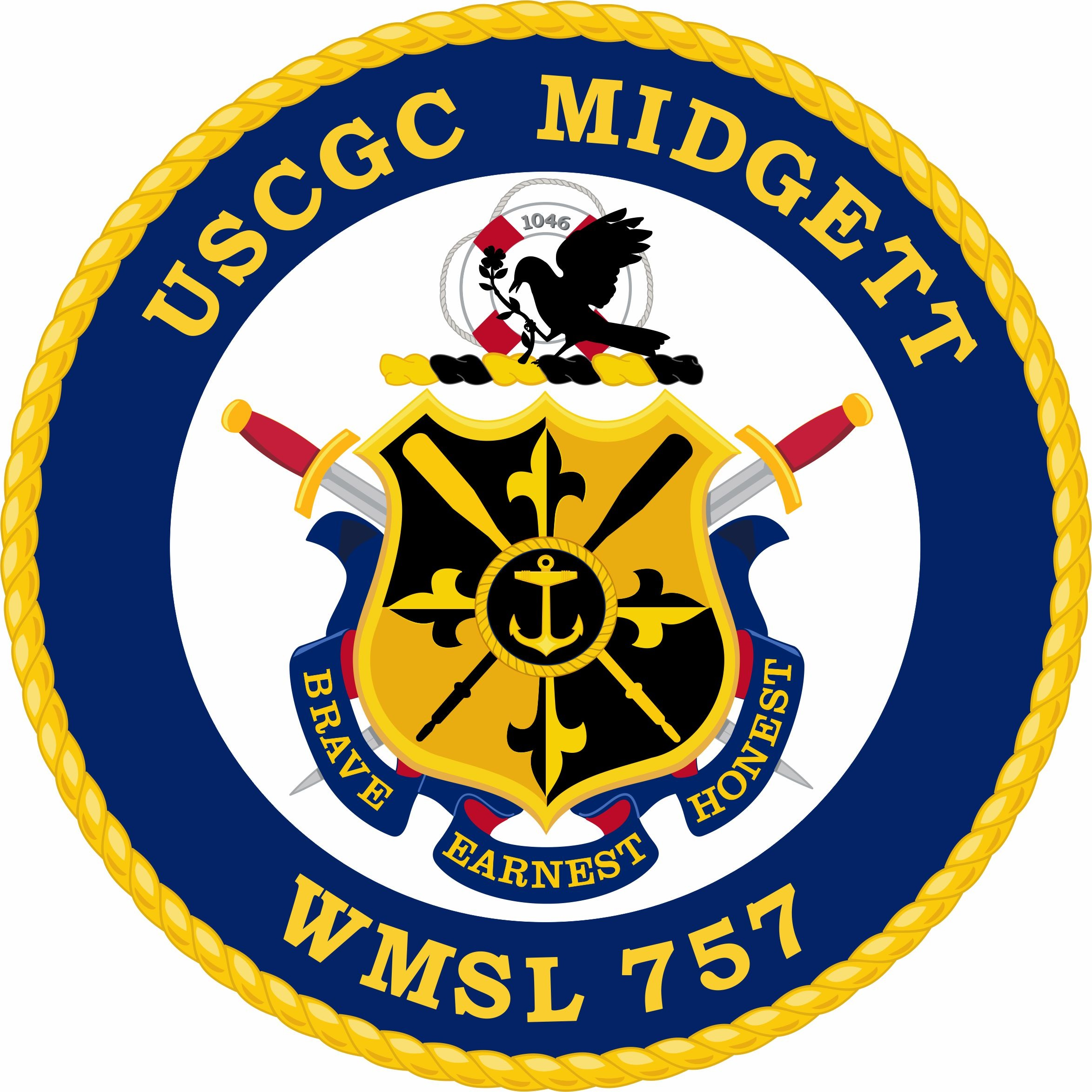
Емблема корабля

У червні 2014 року підрозділ Ingalls Shipbuilding (завод в Паскагула, штат Міссісіпі) компанії Huntington Ingalls Industries  отримало контракт вартістю 76,5 млн доларів США на придбання матеріалів для будівництва восьмого куттера.
31 березня 2015 року підрозділ Ingalls Shipbuilding отримало контракт на будівництво восьмого катера. Вартість контракту склала 499,8 млн доларів США. Будівництво було розпочато в листопаді 2015 року. 27 січня 2017 року відбулася церемонія закладки кіля. Спонсором стала Язанія О’Ніл, хрещеною ма Джона Аллена Міджетта, на честь якого був названий куттер. 22 листопада 2017 року спущений на воду. 9 грудня відбулася церемонія хрещення. 1 травня 2019 року передано замовнику - берегової охорони США. Був введений в експлуатацію берегової охорони 24 серпня 2019 року в подвійний церемонії разом з USCGC Kimball (WMSL-756).